# Il romanzo di Mozart - Il maestro segreto
Il maestro segreto (Le Grand Magicien) è un romanzo storico del 2006, primo libro della tetralogia Il romanzo di Mozart scritta da Christian Jacq, sulla vita del compositore Wolfgang Amadeus Mozart. In Francia è uscito nel 2006, mentre in Italia il 9 febbraio dello stesso anno.

## Trama
Wolfgang Amadeus Mozart è solo un bambino di sette anni, eppure ha viaggiato in grandi città dell'Europa, tra cui Praga, Vienna e Francoforte. Ovunque andasse, ha dato prova di incredibile bravura nei concerti in cui ha partecipato. Tutto questo gli ha valso il titolo di bambino prodigio, degno di uno che compone "alla ricorca delle note che si amano. Uno dei suoi segreti preferito è un regno immaginario disegnato su una mappa, che tiene sempre con sé. Un giorno, però, un uomo si presenta al suo cospetto: si fa chiamare Thamos, conte di Tebe, venuto dall'Alto Egitto per iniziare il "Grande Mago", la cui opera risparmierà l'umanità dal caos. Da quel momento in poi, Mozart stringerà una grande amicizia con Thamos...

## Personaggi
- Mozart
- Thamos

## Edizioni
- Christian Jacq, Il romanzo di Mozart - Il maestro segreto, traduzione di Federica Niola, Mantova, Cairo Publishing, 9 febbraio 2006,  p. 351, ISBN 978-8860520104.